# Sestre magdalenke (film)
Sestre magdalenke (The Magdalene Sisters) je irsko-britanski dramski film režiserja Petra Mullana.
Fim prikazuje razmere v t. i. domovih magdalenk na Irskem. Zadnjega od njih so zaprli 25. septembra 1996.

## Vsebina
Magdalenska zavetišča na Irskem so  vodile nune različnih verskih redov. Družine in sirotišnice so vanje pošiljale mlada dekleta, kjer pa so jih zaprli in pošiljali na delo v pralnice, kjer so se lahko spokorile za svoje "grehe". Kot greh je veljalo, da so rodile nezakonskega otroka, lahko so bile preveč grde ali lepe, preveč ali premalo inteligentne, svobodomiselne ali uporniške, bile so žrtve posilstev, o katerih so spregovorile. 
Zaradi tega so morale brezplačno delati vse dni v letu, bile so napol lačne, brezpravne, pretepane, poniževane in posiljevane, njihove otroke pa so jim na silo vzeli. Kazen je bila neomejena in največkrat dosmrtna. V zavetiščih je živelo in umrlo na tisoče žensk. Zadnje zavetišče magdalenk na Irskem so zaprli šele leta 1996.
Filmska pripoved spremlja zgodbo štirih mladih deklet v šestdesetih letih preteklega stoletja, v času, ki na splošno velja za obdobje ženske emancipacije. Mlade katoličanke so se znašle v skoraj srednjeveško nečloveški ustanovi, ki je izven kontrole socialnih služb, sodstva in policije, vendar pa uživa tiho družbeno podporo. Prikazano je njihovo vsakdanje življenje v strogo nadzorovanem okolju, spremembe njihovih značajev na bolje in slabše, v brezpravnih in brezupnih razmerah. Dekleta na svoj način zavračajo svoj osebni poraz, toda kaj sploh lahko s svojim uporom dosežejo v okolju, kjer kljub vsemu ostajajo zaprte in veljajo manj kot sužnje. Ena od njih pride na svobodo na ganljiv in banalen način, drugo zaprejo v umobolnico, dve pa se na koncu le upreta in pobegneta.